# Olavius soror
Olavius soror är en ringmaskart som beskrevs av Erséus 2003. Olavius soror ingår i släktet Olavius och familjen glattmaskar. Inga underarter finns listade i Catalogue of Life.